# Sächsisches Klarinettenensemble
Das Sächsische Klarinettenensemble des Robert Schumann Konservatoriums in Zwickau wurde 1984 von Frank Klüger gegründet.
Bis heute musizieren derzeitige und ehemalige Schüler aus der Klarinettenklasse von Frank Klüger in diesem Ensemble.
Die Besetzung umfasst fast die gesamte Klarinettenfamilie und sogar noch einen Exoten, bestehend aus 1 Es-Klarinette, 9 Klarinetten, 1 Bassetthorn, 2 Bassklarinetten, 1 Kontrabassklarinette und 1 Kontrafagott. Mit dieser Besetzung ist das Ensemble einmalig in Deutschland.
Sein Repertoire reicht vom Barock über die Klassik, Romantik bis hin zur Zeitgenössischen Musik und Swing. Damit unternahm das Klarinettenensemble seit 1990 zahlreiche Konzertreisen im In- und auch im Ausland, so z. B. 1992 zum internationalen Kammermusikmeeting in Düsseldorf und 1998 zum ISME-Weltkongress in Südafrika, wo das Sächsische Klarinettenensemble als einziges deutsches Ensemble delegiert war.
Über die Jahre hinweg haben sich feste Partnerschaftsbeziehungen zu anderen Musikgruppen entwickelt, besonders zu den Musikschulen Zaanstad in den Niederlanden und Hemer in Nordrhein-Westfalen und deren Klarinettenensembles.
Gastspielreisen führten zu den Mozartfestspielen in Österreich, nach Linz und nach Norwegen.